# Panhard & Levassor Type X53
Der Panhard & Levassor Type X53 ist ein Pkw-Modell der 1920er Jahre. Hersteller war Panhard & Levassor in Frankreich.

## Beschreibung
Die Fahrzeuge haben einen ventillosen Schiebermotor nach einer Lizenz von Charles Yale Knight. Im Motorcode „SK4F2“ steht das „K“ für Knight und die „4“ für die Anzahl der Zylinder.
Der Vierzylinder-Reihenmotor hat 105 mm Bohrung, 140 mm Hub und 4849 cm³ Hubraum. Er wurde auch 20 CV genannt. Die Leistung des Frontmotors wird über eine Kardanwelle an die Hinterachse übertragen.
Für alle Motoren dieser Größe zwischen 1919 und 1930 sind zwischen 75 PS und 95 PS Leistung angegeben.
Der Radstand beträgt maximal 354 cm. Ob es auch einen kürzeren Radstand gab, bleibt unklar. Die Angaben für die Jahre 1924, 1925, 1926, 1927 und 1928 lauten alle auf 354 cm.
Bekannt sind die Karosseriebauformen Torpedo, Limousine und Landaulet.
Die Produktion begann 1925 als Nachfolger der ähnlichen Type X35 und Type X41. Im August 1928 endete sie regulär, für 1929 sind jedoch noch ein paar Fahrzeuge überliefert. In den einzelnen Kalenderjahren wurden 99, 81, 37, 15 und 6 Fahrzeuge hergestellt. Zusammen sind das 238 Fahrzeuge, von denen 45 exportiert wurden. Allerdings beinhaltet der Wert für das erste Jahr auch die beiden Vorgängermodelle, weil sie in der Statistik nicht getrennt wurden.
Die Baureihe Panhard & Levassor DS folgte.